# Kerry Gammill

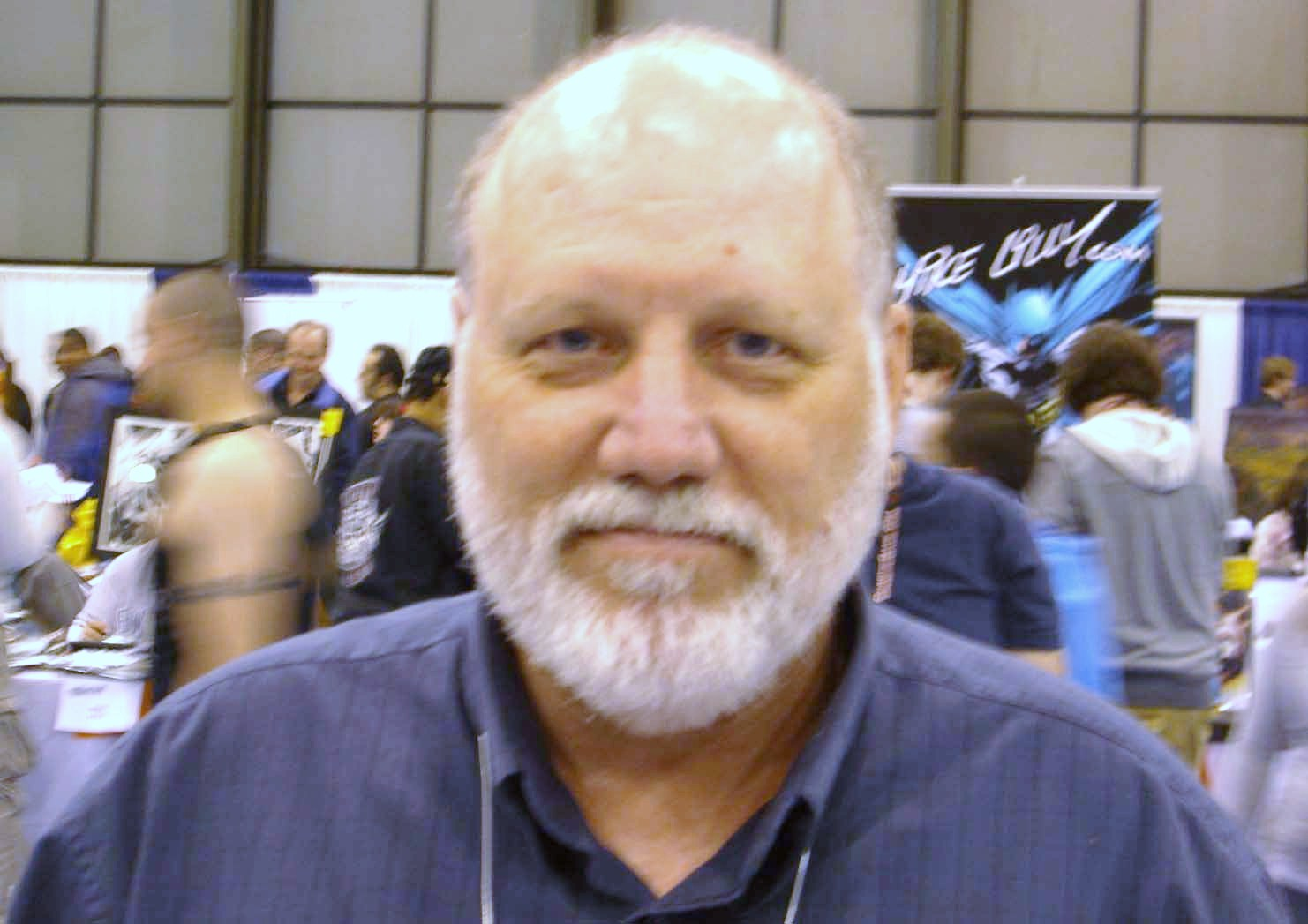
Kerry Gammill (2008)

Kerry Lynn Gammill (* 26. April 1954 in Fort Worth, Texas) ist ein US-amerikanischer Illustrator, Comiczeichner, Storyboard- und Filmdesigner.

## Leben und Arbeit
Gammill begann seine Karriere 1978 als Zeichner von Comicgeschichten für den in New York City ansässigen Verlag Marvel Comics. Dort zeichnete er in den 1970er und 1980er Jahren an Serien wie Spider-Man, Indiana Jones, Captain America, X-Men und Fantastic Four. Parallel dazu war er für den Fernsehsender Channel 5 in Dallas für die Late-Night-Show The Museum of Horror tätig.
Von 1988 bis 1994 arbeitete er für den Verlag DC-Comics als Zeichner an diversen Comicserien über den Comichelden Superman, so an Adventures of Superman, Superman, Superman: Man of Steel und vor allem Action Comics. Dabei betätigte er sich vor allem als Cover-Artist, d. h. als Zeichner der Titelbilder der besagten Comichefte, während die Gestaltung des Heftinneren meist von anderen Künstlern wie Bob McLeod oder Jackson Guice besorgt wurde.
Im Weiteren zeichnete Gammill Geschichten für die Serien Elvira's House of Mystery, Hawk and Dove, New Titans und New Titans, die von Roger Stern getextete Sonderausgabe Superman for Earth, sowie Cover für die Miniserien Powergirl (1988) und Supergirl (1993/1994).
1996 wechselte Gammill aus der Comicbranche in die Filmindustrie, wo er sich auf die Gestaltung von Storyboards und als Conceptual Design Artist und Creative Consultant auf die Gestaltung von Setdesigns spezialisierte. Zu den Filmen, die er mitgestaltete, zählen unter anderem der Ben Affleck Film Phantoms (1998), Species II (1998), Wrongfully Accused (1998; mit Leslie Nielsen) und Virus (1999; mit Jamie Lee Curtis).
Für das US-amerikanische Fernsehen wirkte Gammill an der optischen Gestaltung von Serien wie Outer Limits, Stargate SG1, Dreamcatcher, Tremors - The Series und G.I. Joe: Valor vs. Venom. In gleicher Funktion wirkte er an dem Videospiel Area 51 mit. Als Art Director drehte er den Independentfilm Creeptales (2004). 2002 veröffentlichte er das Buch Kerry Gammill's Drawing Monsters and Heroes for Film and Comics das von Vanguard Productions herausgegeben wurde.
In jüngerer Vergangenheit hat Gammill als Designer für Spielzeug und DVD-Zubehör gearbeitet.